# 圣费利克斯-德布尔代耶
圣费利克斯-德布尔代耶（法語：Saint-Félix-de-Bourdeilles，法語發音：[sɛ̃ feliks də buʁdɛj]，意为“布尔代耶的圣费利克斯”）是法国多尔多涅省的一个市镇，属于农特龙区。

## 地理
圣费利克斯-德布尔代耶（45°24'57"N, 0°34'5"E）面积6.06 平方千米，位于法国新阿基坦大区多爾多涅省，该省份为法国西南部内陆省份，是法國本土面积第三大的省，大致对应佩里戈尔地区，北起顺时针与夏朗德省、上维埃纳省、科雷兹省、洛特省、洛特-加龙省、吉倫特省和滨海夏朗德省接壤。
与圣费利克斯-德布尔代耶接壤的市镇（或旧市镇、城区）包括：佩里戈尔地区马勒伊、佩里戈尔地区布朗托姆、拉贡特里-布卢内、佩里戈尔地区布朗托姆。

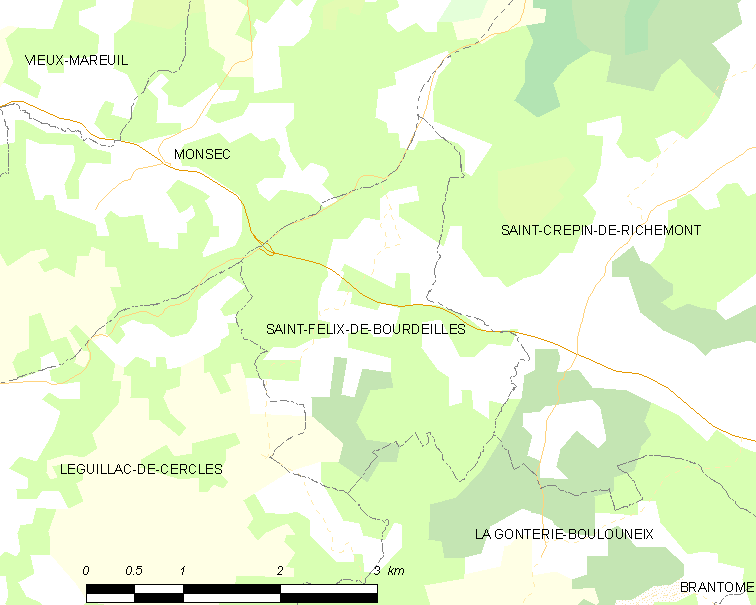
圣费利克斯-德布尔代耶的OSM定位图

圣费利克斯-德布尔代耶的时区为UTC+01:00、UTC+02:00（夏令时）。

## 行政
圣费利克斯-德布尔代耶的邮政编码为24340，INSEE市镇编码为24403。

## 政治
圣费利克斯-德布尔代耶所属的省级选区为佩里戈尔地区布朗托姆县。

## 人口

1962-2008年间圣费利克斯-德布尔代耶人口变化图示

圣费利克斯-德布尔代耶于2022年1月1日时的人口数量为70人。